# Crângurile
Crângurile es una comuna ubicada en el distrito de Dâmbovița, Rumania.

## Superficie
Posee una superficie de 52,02 kilómetros cuadrados.

## Demografía
Hasta 2021 la población era de 3462 habitantes, con una densidad de población de 66,55 habitantes por kilómetro cuadrado.